# Edward Oxford
Edward Oxford a tenté d'assassiner la reine Victoria le 10 juin 1840. Après son procès, il est détenu dans les hôpitaux psychiatriques de Bethlem et de l'hôpital Broadmoor pendant 27 années, puis libéré en 1867, sous condition qu'il parte définitivement pour l'Australie. Il meurt en 1900 à Melbourne.

## Biographie familiale
Edward Oxford est né à Birmingham le 18 avril 1822 et est le troisième des sept enfants de Hannah Marklew et George Oxford. Son père, un maître-repousseur ciseleur, est mort en 1829. Sa mère trouve assez de travail pour subvenir aux besoins de sa famille et Edward est scolarisé d'abord à Birmingham, puis à Lambeth, où la famille a déménagé quand Edward avait 10 ans.
Quand Edward quitte l'école, il commence par travailler pour sa tante à Hounslow, comme barman, puis dans d'autres public houses comme serveur.

## La tentative d'assassinat
Au moment de l'attentat, le 10 juin 1840, Edward Oxford a 18 ans. Il est sans emploi et vit avec sa mère et sa sœur à Camberwell, ayant quitté son travail au Hog-in-the-Pound dans Oxford Street. Au début de mai 1840, sa mère était retournée à Birmingham pour une visite familiale et, en effet, Edward vivait seul au moment des évènements.
Le 4 mai, il achète une paire de pistolets pour £2 et commence à s'entraîner dans divers clubs de tir de Leicester Square, The Strand et le West End de Londres. Une semaine avant l'attaque, Edward Oxford achète des munitions chez un ancien camarade de classe. Le soir du 9 juin, il montre à plusieurs témoins un pistolet, apparemment chargé, mais il refuse de dire ce qu'il a l'intention d'en faire.
| - Aquarelle de G.H. Miles (1840) - Aquarelle de J.R. Jobbins (1840) |

Vers 16 heures, le 10 juin, Oxford a pris position sur Constitution Hill, près du palais de Buckingham. La reine, qui était enceinte de quatre mois de son premier enfant, la future princesse royale, avait l'habitude de sortir en phaéton avec son mari le prince Albert en fin d'après-midi, avec comme seule escorte deux écuyers. Quand le couple royal est apparu, Edward Oxford a tiré avec les deux pistolets successivement, manquant son but à chaque fois. Il est immédiatement saisi et désarmé par des passants. Il n'a fait aucun effort pour nier son action, criant « C'est moi ! C'est moi qui l'ai fait ! ».
Oxford est arrêté et accusé de trahison et tentative de régicide. Après son arrestation, les fouilles de sa résidence révèlent une boîte, fermée à clef, qui contient une épée, deux sacs pour pistolets, un moule pour balles, de la poudre, des munitions et des statuts et règles ainsi que la liste des membres d'une société militaire du nom Young England. Cette société était uniquement le fruit de l'imagination d'Edward Oxford.
Le procès, tenu à l'Old Bailey, a eu lieu le 9 juillet. Malgré la première déclaration d'Edward Oxford, la police ne trouve aucune trace de balle sur la scène de l'attentat, donc la Couronne ne peut pas prouver que les pistolets étaient armés et que Oxford était en mesure de tuer la reine. En effet, Edward Oxford a clamé pendant tout son incarcération, que les pistolets contenaient seulement de la poudre.
Les avocats de la Couronne présentent des témoins oculaires pour démonter que Edward Oxford a tiré avec ses deux pistolets, mais sans aucune preuve que les pistolets étaient chargés. Les avocats de la défense présentent des témoignages de sa famille et d'amis qui ont affirmé que Edward Oxford a toujours montré des signes d'instabilité mentale ; que son père et grand-père étaient des alcooliques et manifestaient des symptômes de folie. Divers médecins, dont John Conolly, premier professeur de médecine à l'université de Londres et grand réformateur des hôpitaux psychiatriques, ont conclu que Edward Oxford était incapable de se contrôler et un malade mental.
Une description détaillée du procès par un juriste de l'époque, William Charles Townsend, se trouve dans son livre Modern state trials, pages 102-150.
Ces témoignages ont un poids important et le 11 juillet le jury acquitte Edward Oxford avec le verdict : « Non-coupable à cause d'insanité ». Comme dans les cas semblables, il est condamné à être détenu « en attendant que le plaisir de Sa Majesté soit connu » et Oxford est enfermé au Bethlem Royal Hospital pendant 24 ans, puis à Broadmoor pour trois années supplémentaires avant que « le plaisir de Sa Majesté » soit connu.
La reine était moralement convaincue qu'Edward Oxford et les autres auteurs de tentatives de régicide qui suivirent (elle a subi huit tentatives d'assassinat) étaient des hommes qui savaient ce qu'ils faisaient et que, si Edward Oxford avait été pendu, sa punition aurait découragé des régicides potentiels :

« Punishment deters not only sane men but also eccentric men, whose supposed involuntary acts are really produced by a diseased brain capable of being acted upon by external influence. A knowledge that they would be protected by an acquittal on the grounds of insanity will encourage these men to commit desperate acts, while on the other hand certainty that they will not escape punishment will terrify them into a peaceful attitude towards others. »

— Lettre de S.M. Victoria au Premier ministre Gladstone, 23 avril 1882

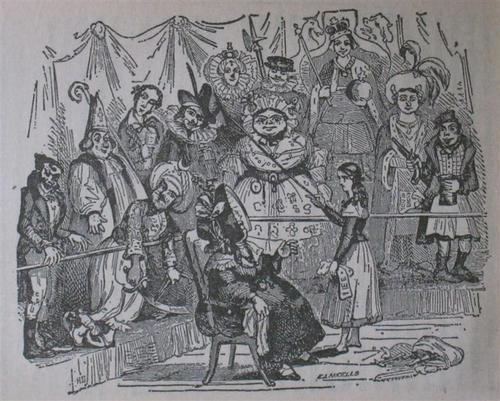
The Old Curiosity Shop: Waxwork exhibit of a deranged Edward Oxford clutching pistol and pint pot (far right); Queen Victoria, in coronation garb, is in the line of fire at top right.

Le procès a eu un très grande retentissement auprès du public. L’effigie d'Edward Oxford au musée de cire de Madame Tussauds devient l'attraction de l'année. Samuel Warren, brillant avocat et auteur, considéré comme le précurseur, voir le fondateur, d'un genre littéraire très particulier : les détectives de l'occulte, a utilisé Edward Oxford comme modèle pour le personnage Titbat Tittlemouse de son roman populaire Ten Thousand a Year.
On trouve même une allusion à Edward Oxford dans Le Magasin d'antiquités de Charles Dickens, le roman que Dickens écrivit en 1840. Il n'apparaît pas dans le texte, mais dans une des illustrations dessinées par Hablot K. Browne, popularly known as "Phiz". C'est une illustration pour le chapitre 28, Mme Jarley, la propriétaire du musée de cire instruit Little Nell pour être guide. La caricature de "Phiz" montre l'assassin comme un jeune homme, yeux écarquillés, fou rire, tenant un pistolet de la main droite et un pot de bière de la main gauche. Dans sa poche un papier avec Young England en titre. Dans sa ligne de mire la Reine Victoria, habillé comme pour son couronnement en 1838. L'identification de ce jeune homme comme Edward Oxford était évidente pour les lecteurs.

## Détention
Pendant son séjour à Bethlem Edward Oxford est un patient modèle. Il fait du dessin, de la lecture, il apprend à jouer du violon. Les médecins rapportent qu'il était le meilleur joueur de dames et d'échecs de l'établissement. Il apprend à parler couramment le français, l'allemand et l'italien et il acquiert des notions d'espagnol, de grec et de latin.
Edward Oxford était employé comme peintre et décorateur à l'intérieur de l'hôpital, comme le montre la photographie de Henry Hering.
Lors de son transfert à l'hôpital Broadmoor, en 1864, les notes cliniques le décrivent comme « apparemment sain d'esprit. » Il clamait toujours que les pistolets n'étaient pas armés et que sa motivation pour tirer sur la reine n'étaient pas pour la blesser ou la tuer, mais pour gagner la notoriété publique que l'acte lui donnerait.
Oxford continue d'être un patient modèle à Broadmoor, travaillant comme à Bethlem comme peintre et décorateur.
Il est évident pour les médecins de l'hôpital qu'Edward Oxford est sain d'esprit et ne présente aucun danger pour la société. Ils demandent au secrétaire d'État à l'Intérieur, George Grey, de transmettre une requête à la Reine pour mettre fin à sa détention. Grey refuse de la faire. Il est très probable que le fait que Grey était le Judge Advocate General au procès d'Edward Oxford et qu'il avait tenté de faire pendre Oxford, a influencé son refus. Il a fallu attendre trois années de plus et un nouveau secrétaire d'État à l'Intérieur a offert de transmettre la requête à la reine. Elle l'a acceptée, à condition qu'Edward Oxford quitte le Royaume-Uni pour une des colonies et qu'il ne revienne jamais, sous peine d'incarcération à vie. Edward Oxford accepte la proposition et vécut le reste de sa vie à Melbourne, en Australie.

## Sa vie à Melbourne
| - John Freeman circa 1888. |

Edward Oxford débarque à Melbourne sous un nouveau nom : John Freeman. Il est déterminé à devenir un citoyen modèle. John Freeman est un peintre en bâtiment, il devient un membre de la West Melbourne Mutual Improvement Society.
- En 1881, il épouse une veuve avec deux enfants. Il semble que son épouse et ses enfants n'ont jamais su qu'il a eu une autre identité que celle de John Freeman.
- Il est diacre à la cathédrale Saint-Paul de Melbourne.
- Sous le pseudonyme de Liber, John Freeman écrit des articles pour le journal The Argus (Melbourne) au sujet des quartiers mal-famés, des marchés, des champs de courses , etc. de Melbourne. Ces articles constituent la base de son livre Lights and Shadows of Melbourne Life[13], publié en 1888.
- John Freeman meurt en 1900.

Le lien entre Edward Oxford et John Freeman a été établi en 1987 par F. B. Smith dans son article Lights and Shadows in the Life of John Freeman. Smith avait eu accès à la correspondance entre John Freeman et George Haydon, un administrateur à Bethlem, en 1888, dans laquelle Freeman se dévoile et indique la partie autobiographique de son livre. En plus, une photographie de John Freeman prise lors de la 1888 Centennal Exposition à Melbourne est très semblable au portrait fait par Henry Hering en 1857 à Bethlem.